# Uni-Taschenbücher
Uni-Taschenbücher (UTB) ist eine wissenschaftliche Taschenbuchreihe, die unter dem gemeinsamen Dach der UTB GmbH mit Sitz in Stuttgart, einer Arbeitsgemeinschaft von derzeit 19 Verlagen (Stand: 2024) aus Deutschland, Österreich und der Schweiz, herausgegeben wird. Zielgruppe sind Dozenten und Studenten.

## Entstehung
1970 gründeten elf Fachbuchverlage, initiiert durch Roland Ulmer und Wulf D. von Lucius, die GmbH UTB für Wissenschaft, um in den Zeiten des Booms des belletristischen Taschenbuchs auch preiswerte Studien- und Fachliteratur zu ermöglichen. Diese Kooperation ermöglichte aber auch einen gemeinsamen Auftritt und vereinfachte den Vertrieb im wissenschaftlichen Buchhandel.

## Entwicklung
Bereits im Frühjahr 1971 erschienen die ersten vierzehn Uni-Taschenbücher, 1980 waren bereits eintausend verschiedene Titel erschienen. Nachdem in den ersten Jahren vor allem Lizenzen von Hardcoverausgaben der Gesellschafterverlage erschienen waren, veröffentlichte UTB zunehmend Original- und Erstausgaben, mittlerweile sind es 95 % der gesamten Verlagsproduktion.
UTB verlegt Fachliteratur aus den Gebieten:
- Geisteswissenschaften
- Kulturwissenschaften
- Naturwissenschaften
- Gesundheitswissenschaften
- Rechtswissenschaften
- Wirtschaftswissenschaften
- Sozialwissenschaften

und insgesamt aus über 30 Fachbereichen.
Zur rascheren Informationsvermittlung wurden vorübergehend auch CD-ROM unter dem Reihennamen UTB-electronic publiziert. Seit 2009 erscheinen UTB-Titel digital in der UTB-eigenen Online-Bibliothek utb-studi-e-book, die inzwischen über eintausend Lehrbücher umfasst. Eine wachsende Zahl von UTB-Titeln ist auch im EPUB-Format über die üblichen E-Book-Plattformen verfügbar. Seit 2013 vertreibt UTB zudem Titel aus dem wissenschaftlichen Hauptprogramm von UTB-Verlagen in der Online-Bibliothek scholars-e-library.
In den Jahren wurden viele Verlage aufgenommen, andere schieden aus, meist wegen Eigentümerwechsel oder Änderung der Firmenstruktur.
Die UTB GmbH ist für den gemeinsamen Vertrieb und die Vermarktung zuständig, nimmt aber nicht selbst verlegerische Aufgaben für die Einzeltitel wahr. Die einzelnen Bände der Reihe erscheinen in der verlegerischen Verantwortung je eines der Partnerverlage, der auch im Impressum des jeweiligen Bandes aufgeführt wird. Die Titel erhalten eine ISBN des jeweiligen Verlages; darüber hinaus erhalten neuere Titel seit einigen Jahren zusätzlich eine zweite ISBN mit der Verlagsnummer von UTB, die als gemeinsame UTB-Bestellnummer dient.

## Beteiligte Fachverlage (chronologisch)
- A. Francke Verlag, Bern und München (seit 1970, inzwischen mit G. Narr Verlag und Attempto Verlag Tübingen fusioniert zum Narr Francke Attempto Verlag; ab 2019 kam der expert Verlag als Imprint dazu)
- Mohr Siebeck Verlag, Tübingen (seit 1970)
- Verlag Ferdinand Schöningh, Paderborn (seit 1970), inzwischen Brill Schöningh, da der Verlag seit 1. Januar 2017 Teil der niederländischen Verlagsgruppe Brill gehört.
- Verlag Eugen Ulmer, Stuttgart (seit 1970)
- Verlag Vandenhoeck & Ruprecht, Göttingen (seit 1970), gehört seit dem 1. März 2021 zur niederländischen Verlagsgruppe Brill.
- Wilhelm Fink Verlag, München (seit 1971), inzwischen Brill Fink, da der Verlag seit 1. Januar 2017 Teil der niederländischen Verlagsgruppe Brill ist.
- Paul Haupt, Bern (seit 1971, heute Haupt Verlag AG)
- Ernst Reinhardt Verlag, Basel und München (seit 1972)[2]
- Wiener Universitätsverlag WUV (seit 1999, heute Facultas AG)
- Böhlau Verlag, Köln, Wien und Weimar (seit 2001), wurde per 1. März 2021 von Brill übernommen.
- UVK Verlagsgesellschaft, Konstanz (seit 2002) mit UVK/Lucius, München (seit 2011)
- Verlag Barbara Budrich, Opladen & Farmington Hills (seit 2005)
- Verlag Julius Klinkhardt, Bad Heilbrunn (seit 2007)
- Waxmann Verlag, Münster und New York (seit 2015)
- wbv Media, Bielefeld (seit 2018)[3]
- transcript, Bielefeld (seit 2020)
- Wochenschau Verlag, Frankfurt (seit 2021)[4]
- Psychiatrie-Verlag, Köln (seit 2022)[5]

## Ehemals beteiligte Fachverlage (chronologisch)
- Birkhäuser Verlag, Basel (1970–1986)
- Gustav Fischer Verlag, Stuttgart (1970–1998)
- C.F. Müller Verlag, Heidelberg (1970–2004)
- Quelle & Meyer, Heidelberg (1970–2002)
- F. K. Schattauer Verlag, Stuttgart (1970–1994)
- Westdeutscher Verlag, Opladen (1970–1974), inzwischen fusioniert mit Leske + Budrich zum VS Verlag für Sozialwissenschaften in Springer Science+Business Media
- Verlag Dokumentation K. G. Saur, München (1971–1974)
- Dr. Dietrich Steinkopff Verlag, Darmstadt (1973–1980), inzwischen Teil von Springer Science+Business Media
- Leske + Budrich, Opladen (1974–2003), inzwischen fusioniert mit Westdeutscher Verlag zum VS Verlag für Sozialwissenschaften in Springer Science+Business Media
- Harper & Row, New York (1979–1987), durch Fusion aufgegangen in HarperCollins
- Schäffer-Poeschel Verlag, Stuttgart (1994–1999), heute Teil der Verlagsgruppe Handelsblatt
- Lucius & Lucius, Stuttgart (1996–2010)
- Beltz Verlag, Weinheim (2001–2008)
- VS Verlag für Sozialwissenschaften, Wiesbaden (2004–2005), inzwischen Teil von Springer Science+Business Media
- VDF Hochschulverlag AG an der ETH Zürich (2006–2014)
- Orell Füssli Verlag, Zürich (2007–2011)
- Verlag Recht und Wirtschaft, Frankfurt am Main, heute Tochter des Deutschen Fachverlags
- Nomos Verlag, Baden-Baden (2010–2016)